# Mamaw’s House
«Mamaw’s House» (с англ. — «Дом мамы») — песня американского кантри-певца Томаса Ретта при участии Моргана Уоллена, вышедшая 29 сентября 2023 года в качестве сингла с альбома-компиляции Ретта 20 Number Ones.
Песня «Mamaw’s House» достигла первого места в чарте Billboard Country Airplay.

## История
Это любимая фанатами и ранее не издававшаяся песня, которая была представлена более чем за три года до её фактического выхода. Песня «Mamaw’s House» была написана в начале августа 2020 года Реттом и Уолленом. Ретт поделился её исполнением в своих социальных сетях несколько недель спустя. На создание песни Ретта и Уоллена вдохновил прерванный звонок по Zoom, когда бабушка последнего позвонила ему во время сессии написания. Этот инцидент привёл к созданию трека, который иначе описывался как то, что никого из них «особенно не волновало».
Однако официально он объявит о релизе только 25 сентября 2023 года. Сопровождаемый фотографией, на которой он изображён ребёнком в доме своей бабушки, Ретт разместил текст песни в качестве подписи. «Mamaw’s House» — это «интроспективная, тоскливая баллада», в которой дуэт превращает образ дома своей бабушки в «символ более простого, более любящего образа жизни», представляя его «как убежище». Она появилась как трек 22 на первом альбоме-компиляции Ретта 20 Number Ones, выпущенном 29 сентября.
Это третья песня Ретта и Уоллена с общим авторством, после «Whiskey’d My Way» и «Your Bartender» с альбома Уоллена Dangerous: The Double Album (2021).

## Коммерческий успех
Песня «Mamaw’s House» достигла первого места в чарте Billboard Country Airplay от 23 марта 2024 года, став двадцатым синглом номер один для Ретта и одиннадцатым для Моргана Уоллена. По этому показателю Ретт вместе с Brooks & Dunn, Тоби Китом и Брэдом Пейсли занял девятое место по количеству синглов номер один.

## Позиции в чартах

### Еженедельные чарты
| Чарт (2023—2024)                    | Высшая позиция |
| ----------------------------------- | -------------- |
| Канада (Billboard Canadian Hot 100) | 46             |
| Канада (Billboard Country)          | 1              |
| Новая Зеландия (RMNZ)               | 11             |
| США (Billboard Hot 100)             | 55             |
| США (Billboard Country Airplay) ·   | 1              |
| США (Billboard Hot Country Songs)   | 14             |